# Isanthrene grenadensis
Isanthrene grenadensis là một loài bướm đêm thuộc phân họ Arctiinae, họ Erebidae.